# NGC 4428-1
NGC 4428-1 (другие обозначения — MCG -1-32-12, IRAS12248-0753, PGC 40860) — спиральная галактика с перемычкой (SBc) в созвездии Дева.
Этот объект входит в число перечисленных в оригинальной редакции «Нового общего каталога».
В галактике вспыхнула сверхновая SN 2008ce типа IIP, её пиковая видимая звездная величина составила 17,4.